# Stausee Nechranice
Der Stausee Nechranice (auch Stausee Negranitz; tschechisch Nechranická přehrada) ist ein Brauchwasserreservoir in Tschechien.

## Geographie
Der Stausee befindet sich 8 km östlich von Kadaň in 273 m n.m. auf dem Gebiet der Gemeinden Březno und Chbany.
Er hat eine Wasserfläche 1338 ha und fasst 287,6 Mio. m³ Wasser.
Nordöstlich liegen die Kraftwerke Tušimice I und II, im Westen das Umspannwerk Hradec. Umliegende Orte sind Březno im Norden, Kopeček, Střezov und Holetice im Nordosten, Vičice, Stranná, Nechranice, Soběsuky und Roztyly im Osten, Chbany und Přeskaky im Südosten, Vikletice, Vadkovice, Malé Krhovice und Poláky im Süden, Hořenice im Südwesten sowie Nová Víska u Rokle im Westen.

## Geschichte
Die Anlage des Stausees erfolgte in den Jahren 1961 bis 1968 entlang eines Höhenzuges an einem großen Mäander der Eger. Dabei wurden die Dörfer  Čachovice (Tschachwitz),  Čermníky (Tschermich), Drahonice (Drohnitz),  Lomazice (Lametitz), Chotenice (Kudenitz), Běšice (Weschitz) und Dolany (Dehlau) geräumt und überflutet. Im Bereich des Staudamms verlief zwischen 1873 und 1879 die Bahnstrecke Schaboglück–Priesen (Žabokliky–Březno). Reste dieser ersten in Böhmen stillgelegten Eisenbahnstrecke sind nahe dem Staudamm noch sichtbar.
Der Stausee dient heute dem Wasserausgleich auf der Eger und ist ein Brauchwasserreservoir. Der nördliche Uferbereich ist durch die Kraftwerke und Bergbaufolgelandschaften geprägt. Im Südosten bei Vikletice sind mehrere Campingplätze und ein Yachthafen entstanden.

## Anlagen
Der 47,5 m hohe Damm des Stausees führt über die Scheide zwischen Komotauer und Fünfhundener Teil des Nordböhmischen Braunkohlenbeckens. Über die 3,28 km lange und 9 m breite Dammkrone führt die Ortsverbindungsstraße von Kopeček nach Vikletice.
Im Stausee befindet sich ein Kleinkraftwerk mit zwei Kaplanturbinen KT 6-K-50 mit jeweils 5 MW Leistung.